# Anette & Pierre
Anette & Pierre er et dansk/fransk pornomodelpar med egen websted, hvorfra de viser erotiske fotografier og film samt webcamsex med sig selv som modeller. Deres hjemmeside var en af de første til at udøve webcamsex, da det i 1998 installerede et videokamera forbundet til internettet fra deres hjem. De har siden fået stor udbredelse internationalt.